# Cachan
Cachan is een gemeente in het Franse departement Val-de-Marne (regio Île-de-France). De gemeente telde 30.526 inwoners op 1 januari 2022. De plaats maakt deel uit van het arrondissement L'Haÿ-les-Roses.

## Geografie
De oppervlakte van Cachan bedroeg op 1 januari 2022 2,74 vierkante kilometer; de bevolkingsdichtheid was toen 11.140,9 inwoners per km².
De onderstaande kaart toont de ligging van Cachan met de belangrijkste infrastructuur en aangrenzende gemeenten.

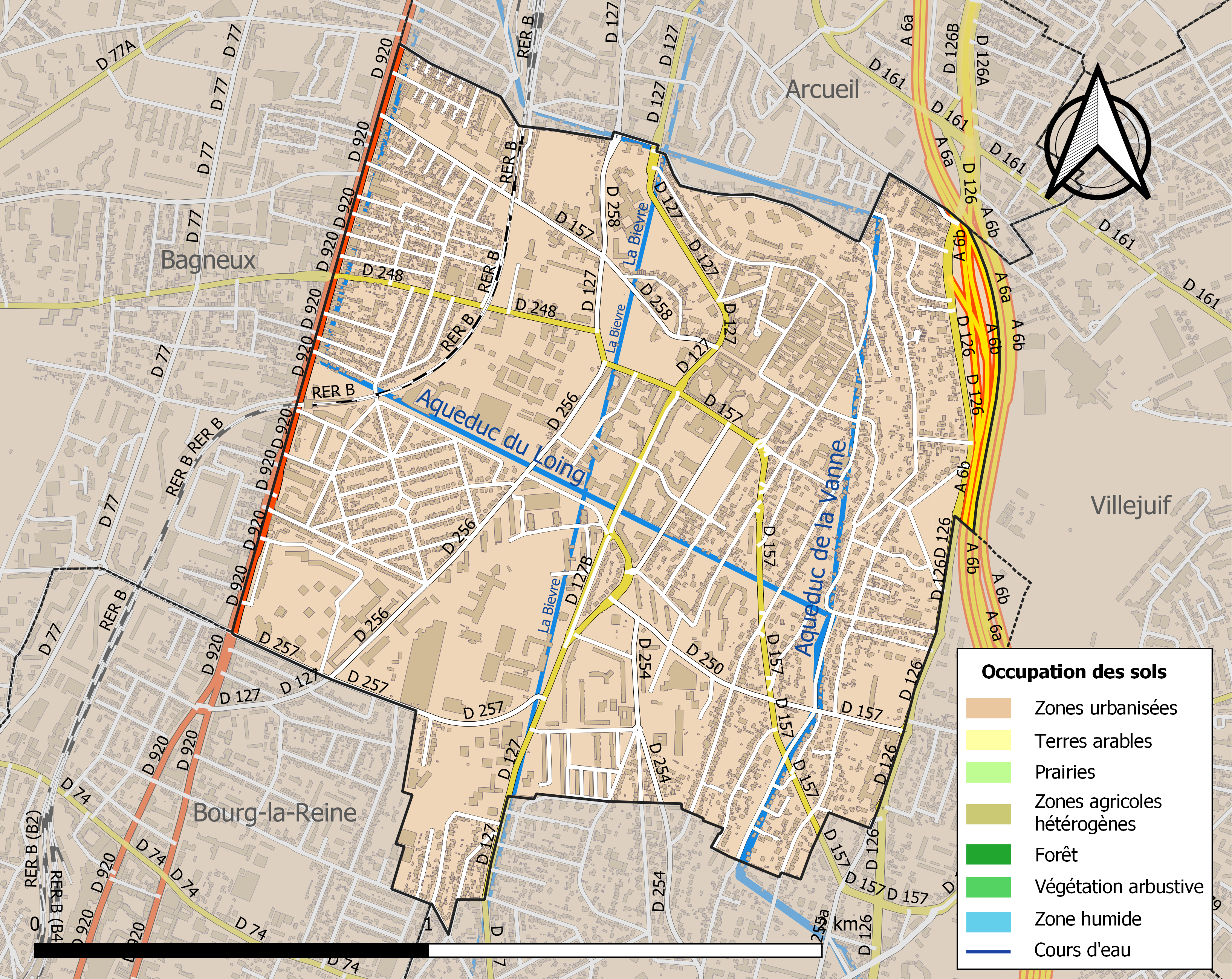

## Demografie
Onderstaande figuur toont het verloop van het inwonertal (bron: INSEE-tellingen).

## Onderwijs
- École normale supérieure de Cachan